# Leh's
H. Leh & Co., doorgaans kortweg Leh's genoemd, was een warenhuis gevestigd op West Hamilton Street 626 in Allentown, Pennsylvania. Het maakte deel uit van een openluchtwinkelcentrum, de Hamilton Mall, in het stadscentrum. Net als veel andere warenhuizen in het stadscentrum sloot het uiteindelijk zijn deuren, omdat winkelcentra in de voorsteden marktaandeel wonnen ten koste van winkels in de binnenstad.

## Geschiedenis

### 19e eeuw

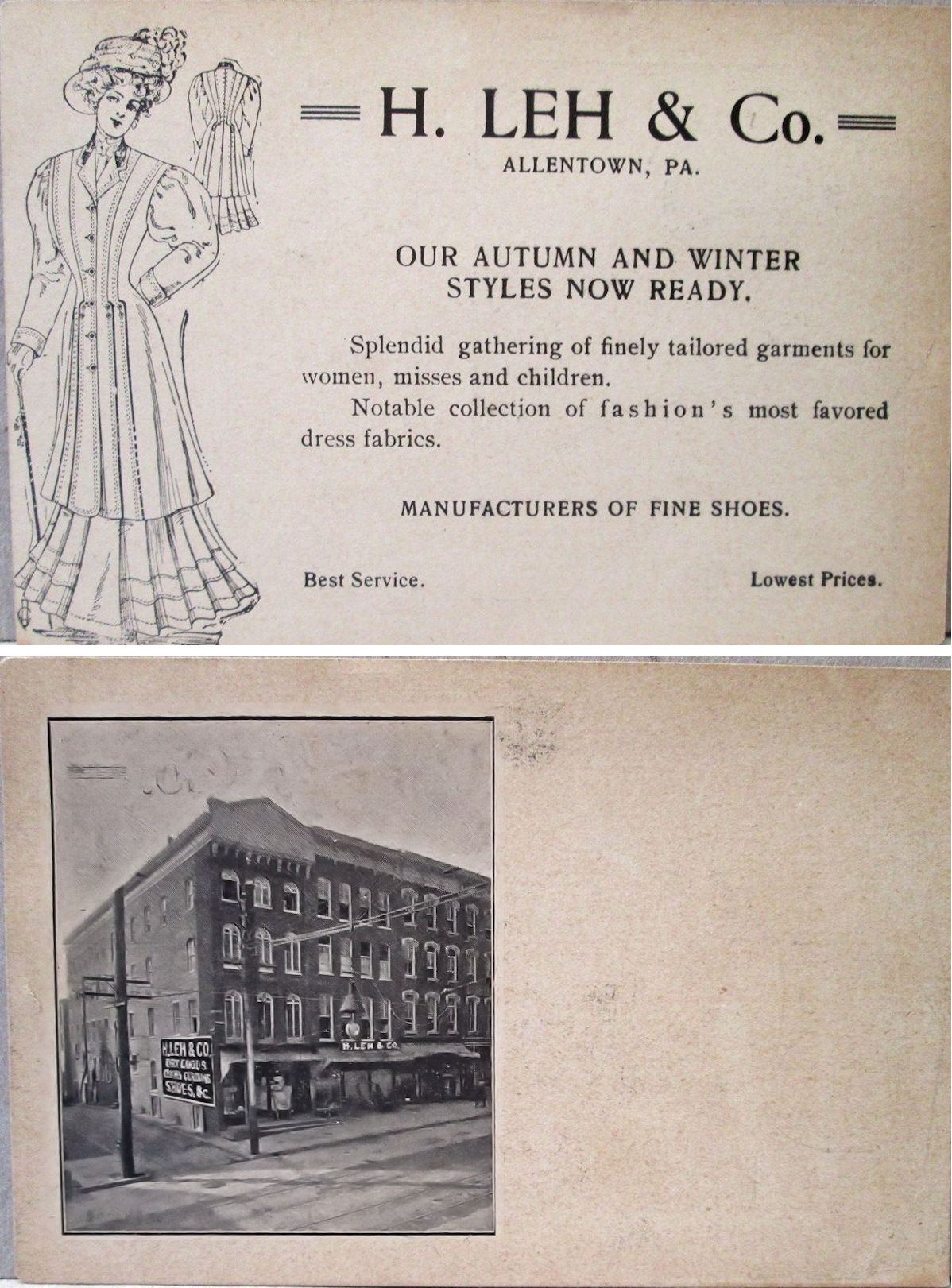
Het oorspronkelijke gebouw op Hamilton Street 626 in Allentown en de uitbreidingen op Hamilton Street 628 en 630, rond 1870

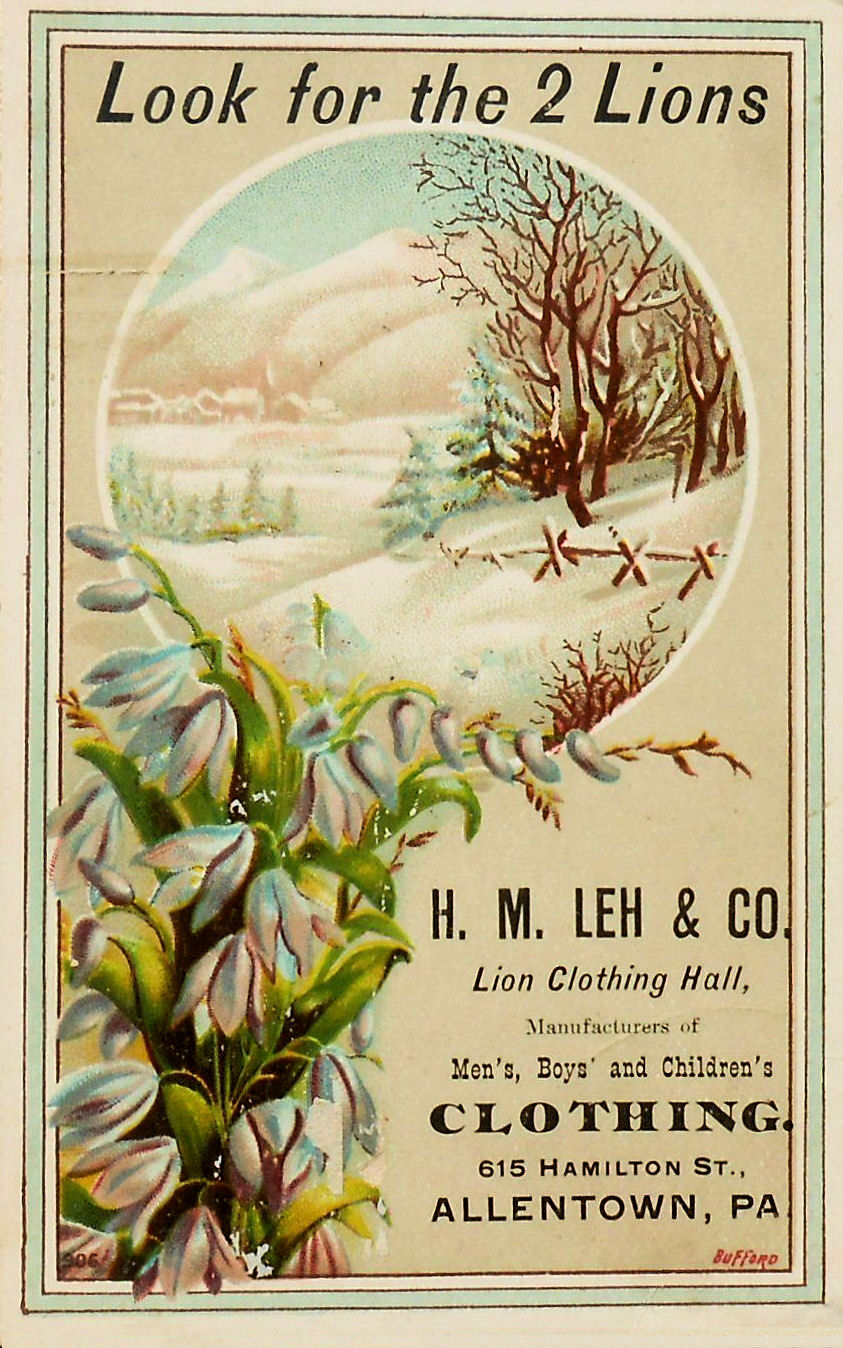
Een verzamelkaart uit 1890 van H.M. Leh & Company

Henry Leh, de oprichter van Leh's, werd in 1830 geboren in Allentown, Pennsylvania. Op 25 april 1850 richtte hij de winkel op aan Hamilton Street 626 in Allentown. In eerste instantie verkocht hij confectiekleding aan de toen 4.000 inwoners van Allentown, iets wat destijds zeer zeldzaam was in dat deel van de staat. En als ze laarzen en schoenen nodig hadden, verkocht hij ze niet alleen, maar maakte hij ze ook. Het gebouw was een gebouw met vier verdiepingen. Op de bovenste drie verdiepingen bevonden zich de fabriek van Leh en op de begane grond bevond zich de winkel van Leh.
De beginjaren waren niet gemakkelijk voor de winkel die hij aanvankelijk Neleigh & Leh noemde. Leh moest al zijn handelswaar per kanaalboot en postkoets vervoeren. Tussen 1850 en 1860 had hij verschillende zakenpartners. In de tweede helft van de jaren 1850 had het bedrijf het moeilijk, maar het overleefde een nationale economische depressie.
De Amerikaanse Burgeroorlog droeg bij aan de ontwikkeling van Leh. De Union Army had laarzen nodig. Omdat Simon Cameron, destijds minister van Oorlog, uit Pennsylvania kwam, gingen er veel opdrachten van de federale overheid naar de staat. Dankzij een contract voor het maken van laarzen kon Leh de winkel financieel gezond maken.
Tijdens de Burgeroorlog waren er bij Leh ongeveer 175 mensen werkzaam in de productie, met zestig tot vijfenzestig machines die constant in gebruik waren. Hij produceerde ongeveer 500 paar laarzen en schoenen per dag. Hij breidde zijn bedrijf ook uit naar de aangrenzende winkels op Hamilton Street 628 en 630.
Naarmate Allentown in de periode na de Burgeroorlog floreerde, deed Henry Leh dat ook. De winkel was al een begrip in 1874, toen een jongeman genaamd Horatio Koch er een baan kreeg als expeditiemedewerker. Koch maakte snel carrière binnen het bedrijf. Kort daarna trouwde Koch met Lehs dochter, Sallie, waarmee de twee families bij elkaar kwamen en Koch partner werd in het warenhuis van Leh.
Tijdens de Centennial Exposition van 1876 in Philadelphia exposeerde Leh de laarzen en schoenen voor mannen en vrouwen die in zijn fabriek werden geproduceerd. De juryleden van de expositie merkten op dat het "een goede tentoonstelling was van zware en stevige schoenen voor dames en kinderen, eersteklas materiaal en vakmanschap, en goed, volledig passend en sterk werk. De zware mijnlaars, borgan en gespschoen zijn zeer superieure artikelen voor de beoogde doeleinden. De prijzen van de goederen waren zeer redelijk".
In de jaren 1880 breidde de winkel zijn assortiment uit en verkocht nu niet alleen schoenen, maar ook textiel, stoffen, confectiekleding en andere goederen. Daarmee werd het bedrijf omgevormd tot een warenhuis.
In april 1880 werd de Reliable Lion Clothing Store op de zuidoosthoek van 7th Street en Hamilton Street gekocht. Deze winkel werd omgedoopt tot de H.M. Leh Lion Clothing Store, waar confectiekleding werd verkocht.
Lion Hall Clothing werd in de zomer van 1895 verkocht en kreeg de naam Dresher & Stephens Lion Clothing Store. Drie jaar later, in 1898, werd de naam gewijzigd in Shankweiler en Lehr. Tot in de jaren 1980 was de winkel alleen nog actief als herenmodezaak.

### 20e eeuw

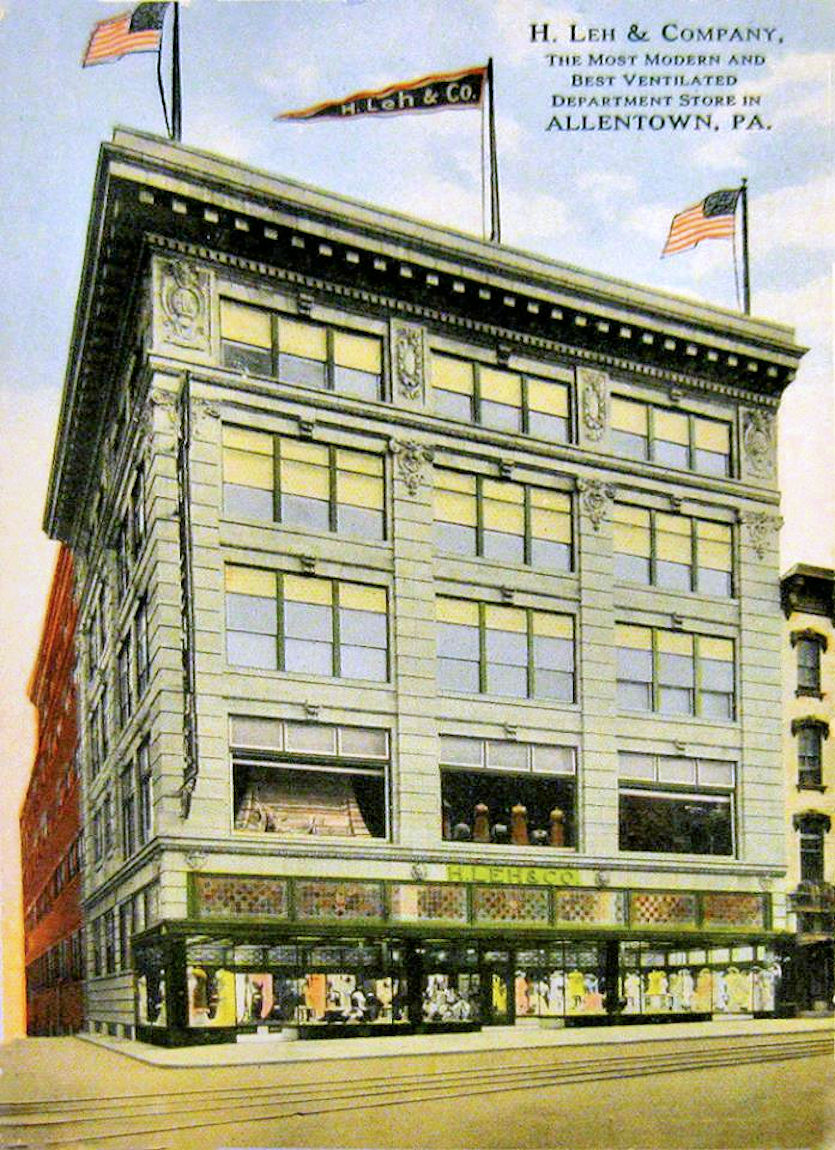
Een verbouwde Leh's-winkel in Allentown, rond 1910

Horatio's neef, William Koch, opende zijn eigen winkel op de zuidwesthoek van Center Square in het huidige Center City Allentown. Oorspronkelijk heette het nog Stillwagon Store, maar in 1905 kreeg het de naam Koch & Pearson. Het bleef tot 1920 actief, toen het werd gesloten en gesloopt om plaats te maken voor het nieuwe gebouw van de Merchants National Bank. Toen de winkel op Center Square sloot, ging Pearson met pensioen en werd de zaak verder gevoerd als Will Koch Clothing in het 900-blok van Hamilton Street, totdat deze in de jaren dertig sloot vanwege de Grote Depressie. De vestiging van de Koch Brothers in het Hotel Allen bleef tot 1954 open en nam het hele gebouw over toen het hotel in 1947 failliet ging.
Henry Leh's stierf in 1910 en zijn zonen en de Kochs probeerden de winkel te moderniseren. Een jaar later, in 1911, werd de gerenoveerde H. Leh & Co.-winkel heropend. Het was een licht en modern gebouw, passend bij de nieuwe eeuw waarin het was ontstaan. Er werd een vierde verdieping aan het gebouw toegevoegd en de gevel kreeg een nieuwe uitstraling, gericht op Hamilton Street. Het was de eerste van meerdere uitbreidingen van het gebouw in het stadscentrum gedurende de daaropvolgende 50 jaar.
Het bedrijf verwierf drie gebouwen op South 7th Street 25-27-29 en integreerde deze in de hoofdvestiging, waardoor het een L-vorm kreeg.
In 1931 werd het voormalige Tallman's Cafe op Hamilton Street 632 gekocht en werd de winkel opnieuw uitgebreid. Tegelijkertijd werd er een nieuwe, moderne gevel aan toegevoegd en de winkel uitgebreid. Toen H. Leh & Co. in 1950 haar 100-jarig bestaan vierde, werd het beschouwd als een even solide lokale instelling als haar buurman, de Zion's Reformed UCC Church, die negen maanden lang bekendstond als de schuilplaats van de Liberty Bell tijdens de Britse bezetting van Philadelphia in 1777 en 1778 tijdens de Amerikaanse Onafhankelijkheidsoorlog.
Tijdens de kerstperiode was de winkel bomvol en de komst van de Kerstman naar Leh was een groot evenement. Hoewel Leh's niet zo extravagant was als Hess' paradepaardje op 9th Street en Hamilton Street, deed het toch zijn best.
Eind jaren 1950 zorgde het optreden van popidool Frankie Avalon ervoor dat de winkel vol zat met tieners.
Eind jaren 1960 begon de komst van winkelcentra in de buitenwijken al een negatieve invloed te hebben op de winkels in het stadscentrum. Om zijn klanten te behouden, liet Leh's in 1970 een groot parkeerdek bouwen. Leh bereikte zijn hoogtepunt eind jaren 1980, toen de detailhandelsverkopen in dat jaar $ 25 miljoen opbrachten. Op dat moment behoorde het tot de 100 beste warenhuizen van het land.
Leh had ook vestigingen, die uiteindelijk allemaal gesloten zijn, op:
- Bethlehem Square in Bethlehem, Pennsylvania (1988-1996)
- Quakertown (1972-1996)
- Whitehall Mall in Whitehall Township, overname van de failliete winkel Zollinger and Harned (1978-1996).

Na de sluiting van Leh werd de resterende koopwaar verkocht bij:
- Leh's Close-Outs & More, South 4th Street in Allentown

Na het hoogtepunt ging het economisch slecht met Center City Allentown. Dit leidde in 1994 tot de verkoop van Hess's aan The Bon-Ton. In 1994 sloot de vlaggenschipwinkel van Leh definitief. Twee jaar later sloot Bon-Ton het vlaggenschip op 9th en Hamilton Streets, waarmee een einde kwam aan het tijdperk van het warenhuis in het centrum van Allentown. Het vijf verdiepingen tellende Leh-gebouw werd gerenoveerd en wordt nu gebruikt door Lehigh County .
Op 29 juni 1996 werden alle overige vestigingen gesloten. 

### Historische tijdlijn
Tijdlijn van Leh's Department Store van 1850-1996 
- 25 april 1850: Henry Leh opende een winkel aan Hamilton Street in Center City Allentown. Datzelfde jaar begon hij met het produceren van schoenen en laarzen.
- 1861-1865: Leh kreeg het contract om laarzen te maken voor het Union Army tijdens de Amerikaanse Burgeroorlog.
- 1884: Horatio B. Koch werd partner en trouwde met Leh's dochter Sallie.
- 1898: Leh leverdet laarzen aan het Amerikaanse leger tijdens de Spaans-Amerikaanse Oorlog.
- 1910: Henry Leh overleed.
- 1911: De onlangs uitgebreide winkel van H. Leh & Company werd heropend, maar de fabriek voor het maken van schoenen en laarzen sloot.
- 1920: Horatio B. Koch overleed.
- 1928: Winkel onderging een grote uitbreiding
- 1936: Winkel breidde zich opnieuw uit ondanks Grote Depressie.
- 1950: De winkel vierde haar 100-jarig jubileum. John Leh II en H. Thomas Koch Jr., achterkleinzonen van Henry Leh, sloten zich aan.
- 1970: Leh's opende een parkeerdek.
- 1972: Leh's opende de eerste satellietwinkel in Quakertown, Pennsylvania
- 1978: Leh's opende een winkel in de Whitehall Mall in Whitehall Township en nam de failliete Zollinger-Harned-winkel over, die in 1966 was gevestigd in het aangrenzende Zollinger-Harned Company Building aan Hamilton Street.
- 1988: Derde satellietwinkel werd geopend in Bethlehem, Pennsylvania.
- 1992: Mede-eigenaren John Leh II en William Leh kochten de belangen van de medeoprichtersfamilie Koch.
- 1994: Leh's sloot zijn vlaggenschipwinkel in Allentown
- 11 maart 1996: William Leh kondigde de sluiting van resterende warenhuizen aan.